# Petrophora unilinea
Petrophora unilinea là một loài bướm đêm trong họ Geometridae.